# Cool with You
"Cool with You"는 대한민국 걸그룹 NewJeans의 두 번째 익스텐디드 플레이(EP)인 Get Up에 수록된 곡이다. 이 곡은 2023년 7월 21일 ADOR에 의해 발매되었다. "Cool with You"는 Gigi, 김동현, 에리카 드 카시에르, Fine Glindvad Jensen, 그리고 그룹 멤버 다니엘이 작사했고, 박진수, Frankie Scoca, Erika de Casier, Fine Glindvad Jensen이 작곡을 맡았다. 이 곡을 위해 사이드 A 비디오와 사이드 B 비디오 두 편의 뮤직비디오가 제작되었으며, 정호연과 양조위가 출연했다.

## 배경과 발매
"Cool with You"의 듀얼 사이드 A 및 사이드 B 뮤직비디오는 스트리밍 플랫폼에서 공개되기 이틀 전 하이브의 공식 유튜브 채널에 업로드되었다. 이는 Get Up의 첫 싱글 "Super Shy" 뮤직비디오가 2주 전 공개된 것에 뒤이어 발매된 것이다.

## 구성 및 반응
NME에 따르면 "Cool with You"는 "UK 개러지에 확고하게 뿌리를 둔" 트랙이며, 틴 보그는 "보컬적으로나 시각적으로나 돋보이는 곡"이라고 덧붙였다. 틴 보그는 이 트랙 전체에 걸쳐 그룹의 "개별적인 구성과 아름답게 겹겹이 쌓인 하모니"를 강조하며, 데뷔 EP의 "Hurt"와 비교하기도 했다. 페이스트는 이 장르를 베드룸 팝으로 묘사했다.
"Cool with You"는 타임아웃의 2023년 최고의 노래 목록에서 9위에 올랐다.

## 뮤직비디오

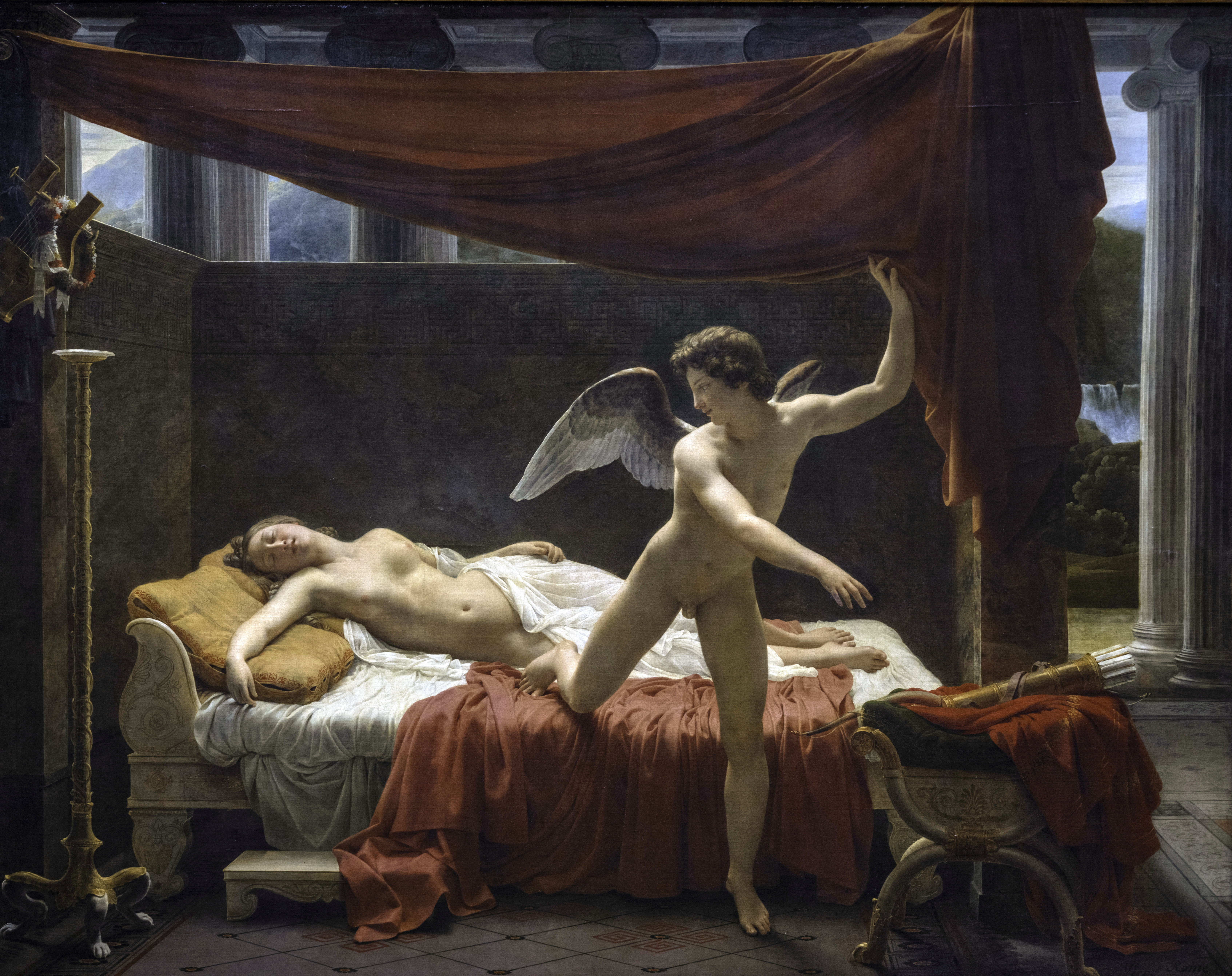
뮤직비디오는 프랑수아에두아르 피코의 그림 L'Amour et Psyché (1817)에 묘사된 쿠피도와 프시케 이야기를 중심으로 전개된다.

사이드 A와 사이드 B 비디오는 모두 신우석이 감독하고 스페인, 바르셀로나에서 촬영되었다. 쿠피도 (또는 에로스)를 연기하는 정호연이 사이드 비디오에 출연하여 주변 사람들에게 보이지 않는 채로 삶을 살아간다. 미술관에 들어서자 멤버 다니엘이 관객들에게 프랑수아에두아르 피코의 1817년 유화 L'Amour et Psyché를 소개하며 쿠피도와 프시케의 금지된 사랑 이야기를 설명하는 모습이 나온다. 그림을 본 직후, 쿠피도는 프시케 (미콜 벨라가 연기)를 상징하는 남자를 보고 그에게 빠르게 마음을 빼앗긴다. 한편 NewJeans 멤버들은 금지된 사랑 이야기가 펼쳐지는 것을 지켜보는 천사로 분한다.
사이드 B에서는 쿠피도가 미술관에서 처음 본 남자에게 마침내 보이게 되고, 그들의 사랑 이야기가 시작된다. 양조위는 비디오에서 적대자인 아프로디테를 연기한다. 그가 화면에 등장하자 프시케가 다른 여성과 사랑에 빠지게 만들고, 쿠피도는 다시 완전히 보이지 않게 된다. 비디오는 쿠피도가 EP의 인터루드 트랙 "Get Up"에 맞춰 춤을 추는 NewJeans를 지켜보는 것으로 끝난다.

## 크레딧 및 참여 인원
크레딧은 멜론에서 발췌했다.
- NewJeans – 보컬
  - 다니엘 – 작사
- 에리카 드 카시에르 – 작사, 작곡
- Fine Glindvad Jensen – 작사, 작곡
- 박진수 – 작곡, 편곡
- Frankie Scoca – 작곡, 편곡
- Gigi – 작사
- 김동현 – 작사

## 차트
| 차트 (2023)                         | 최고 순위 |
| ----------------------------------- | --------- |
| 오스트레일리아 (ARIA)               | 40        |
| 57                                  |           |
| 22                                  |           |
| 홍콩 (빌보드)                       | 4         |
| 일본 (재팬 핫 100)                  | 43        |
| 일본 합산 싱글 (오리콘)             | 38        |
| 말레이시아 (빌보드)                 | 8         |
| 말레이시아 국제 (RIM)               | 7         |
| 뉴질랜드 핫 싱글 (RMNZ)             | 8         |
| 싱가포르 (RIAS)                     | 4         |
| 대한민국 (써클)                     | 14        |
| 대만 (빌보드)                       | 6         |
| 48                                  |           |
| 93                                  |           |
| 미국 월드 디지털 송 세일즈 (빌보드) | 7         |
| 베트남 (베트남 핫 100)              | 7         |

| 차트 (2023)     | 순위 |
| --------------- | ---- |
| 대한민국 (써클) | 16   |

| 차트 (2023)     | 순위 |
| --------------- | ---- |
| 대한민국 (써클) | 135  |

## 발매 역사
| 지역 | 날짜            | 포맷                     | 레이블 | Ref.   |
| ---- | --------------- | ------------------------ | ------ | ------ |
| 각국 | 2023년 7월 21일 | 디지털 다운로드 스트리밍 | ADOR   | [ 10 ] |